# Oenrobia
Oenrobia is een geslacht van vliesvleugeligen uit de familie Aphelinidae. De wetenschappelijke naam van dit geslacht is voor het eerst geldig gepubliceerd in 1995 door Hayat.

## Soorten
Het geslacht Oenrobia is monotypisch en omvat slechts de volgende soort:
- Oenrobia kinabaluensis Hayat, 1995